# Naturschutzgebiet Neubäuer Weiher
Das Naturschutzgebiet Neubäuer Weiher liegt bei Neubäu am See im Oberpfälzer Landkreis Cham in Bayern. Es ist außerdem ein Natura 2000 Gebiet und FFH-Gebiet.
Das Naturschutzgebiet befindet sich 1,2 Kilometer nordöstlich von Neubäu. Es liegt im Naturpark Oberer Bayerischer Wald und ist Bestandteil des Landschaftsschutzgebietes LSG innerhalb des Naturparks Oberpfälzer Wald (ehemals Schutzzone) und dem deckungsgleichen Fauna-Flora-Habitat-Gebiets Neubäuer Weiher.
Das 34 ha große Areal umfasst die nördlichen Flachwasserzonen, das Ufer des Neubäuer Sees und die angrenzende Waldfläche. Von besonderer vegetationskundlicher Qualität sind die Verlandungsbereiche und der angrenzende Waldkiefernfilz. Es ist ein regional bedeutsames Rast- und Brutgebiet für gefährdete Vogelarten.
Das Naturschutzgebiet wurde am 2. Dezember 1992 unter Schutz gestellt.